# Liste der Bischöfe von Visby
Die folgenden Personen waren Superintendenten und Bischöfe von Visby (Schweden):

## Ordinarien

### Superintendenten

#### Dänische Zeit (1527–1645)
1. 1527–1572	Das Bistumsgebiet wird durch einen Dekan, den Gouverneur und den Bürgermeister von Visby regiert.
2. 1572–1589	Moritz Christensen Glad (Mauritius Christiani Lætus)
3. 1586–1591	Petrus Johannis (Peder Hansen Riber)
4. 1592–1596	David Hansson Bilefeld
5. 1597–1599	Povel Andersen (Paulus Andræ Medelby)
6. 1600–1601	Willatz Sörensson (Willadius Severini)
7. 1601–1613	Lauritz Nielsøn Helsinburgicus
8. 1615–1624	Antonius Johannis Kolding (Anton Hansen Kolding)
9. 1627–1631	Theodorus Erasmi (Thor Rasmussen)
10. 1631–1644	Oluff Fock (Olavus Phocas Staphrophski)
11. 1645–1656	Hans Nilssøn Strelow

#### Schwedische Zeit (1645–1676)
1. 1645–1656	Hans Nilssøn Strelow
2. 1656–1657	Niels Lauritzen Wallensis Gardeus
3. 1657–1676	Johannes Brodinus

#### Dänische Zeit (1676–1679)
1. 1676–1679	Hans Nilsson Endislöv

#### Schwedische Zeit (seit 1679)
1. 1679–1685	Haquin Spegel
2. 1685–1692	Petrus Stjernman
3. 1692–1709	Israel Kolmodin
4. 1711–1734	Johan Esberg (Johannes Esbergius)
5. 1735–1745	Georg Wallin der Jüngere (Jöran Wallin)
6. 1745–1757	Martin Wilhelmsson Kammecker
7. 1757–1772	Gabriel Timotheus Lütkemann

### Schwedische Bischöfe von Visby (1772–heute)
1. 1772–1795	Gabriel Timotheus Lütkemann
2. 1795–1796	Karl Fredrik Muhrbeck (verstarb vor Amtsantritt)
3. 1796–1805	Johan Möller
4. 1807–1813	Nils Gardell
5. 1813–1838	Carl Johan Eberstein
6. 1838–1841	Christopher Isac Heurlin
7. 1841–1858	Carl Hallström
8. 1859–1884	Lars Anton Anjou
9. 1885–1920	Knut Henning Gezelius von Schéele
10. 1920–1936	Viktor Rundgren
11. 1936–1947	Torsten Ysander
12. 1948–1950	Gunnar Hultgren
13. 1951–1961	Algot Anderberg
14. 1962–1980	Olof Herrlin
15. 1980–1991	Tore Furberg
16. 1991–2003	Björn Fjärstedt
17. 2003–2011	Lennart Koskinen
18. 2011–2018 Sven-Bernhard Fast
19. 2018–2022 Thomas Petersson
20. ab 2023  Erik Eckerdal